# Johnson Huang
Johnson Huang (Taipei, 22 oktober 1974) is een Taiwanees autocoureur.

## Carrière
Huang begon zijn autosportcarrière in 2012 in de Taiwanese Super TTCC & TSSL Series. In 2013 stapte hij over naar het Taiwan Speed Festival, waarbij hij zegevierde in de GT-B-klasse. Tussen 2014 en 2015 nam hij deel aan de Audi R8 LMS Cup en de Aziatische Porsche Carrera Cup. In 2015 eindigde hij als achtste in de 24 uur van Dubai.
In 2015 maakte Huang zijn debuut in zowel de TCR Asia Series als de TCR International Series, waarbij hij in een Seat León Cup Racer uitkwam voor het team Roadstar Racing. In de Asia Series behaalde hij een zesde en een zevende plaats op het Chang International Circuit, waardoor hij op de zestiende plaats in het kampioenschap eindigde met 14 punten. In de International Series behaalde hij op hetzelfde circuit een zestiende en een vijftiende plaats in de races en werd zo 53e in de eindstand.